# Київський квартет саксофоністів
Київський кварте́т саксофоні́стів створено в 1985 році солістом оркестру Національної опери України Юрієм Василевичем.
Склад:
- Юрій Василе́вич (керівник) — сопрано-саксофон,
- Михайло Ми́мрик — альт-саксофон,
- Станіслав Нідзельський  — тенор-саксофон,
- Роман Фотуйма — баритон-саксофон.

В різні роки в складі Київського квартету саксофоністів також брали участь: Кента Ігарасі, Олександр Москаленко, Сергій Гданський, Сергій Скуратовський, Олександр Самойлов, Ростислав Зайцев та інші.
Колектив виступав у багатьох містах України, а також у різних країнах світу: в Угорщині, Польщі (1990), Франції (1990, 1991, 1993, 1994, 1996, 1998, 1999, 2000, 2004), Бельгії (1991, 1993, 1994, 1998, 2004), Греції (1992, 1995, 1997), Італії (1992), Німеччині (1996), США та Канаді (1994, 1995, 2000), Китаї (2019), Іспанії (2023).
Квартет отримав: першу премію на Всеукраїнському конкурсі камерних ансамблів у Києві (1987), першу премію та приз «Кришталевий Лев» на Міжнародному джазовому конкурсі у Львові (1989), першу премію на Міжнародному конкурсі духових оркестрів та камерних ансамблів у м. Рівному (1996).
Визнаний найкращім колективом: на Міжнародному «Музик-фесті»(1993), на Міжнародному конкурсі у м. Росток (Німеччина, 1997), а також на Міжнародному фестивалі слов'янської музики в Парижі(1998).
Брав участь у Всесвітньому конгресі саксофоністів, присвяченому 150-річчю створення саксофона, в м. Анже (Франція, 1990), 10-му Всесвітньому конгресі саксофоністів, м. Пезаро (Італія, 1992), Європейському конгресі кларнетистів та саксофоністів, м.Будапешт (Угорщина, 1996), в 11-му Всесвітньому конгресі саксофоністів, м.Монреаль (Канада, 2000).
У репертуарі квартету — українська фольклорна, класична та сучасна авангардна музика, джазові композиції. Колектив має записи на радіо та телебаченні.
Київський квартет саксофоністів грає на інструментах фірми СЕЛЬМЕР — ПАРИЖ, аксесуари фірми ВАНДОРЕН — ПАРИЖ.